# Accord de Taubaté
L'accord de Taubaté a été signé le 25 février 1906 à deux heures du matin par Jorge Tiberi gouverneur de l'État de São Paulo, avec ses homologues, Francisco Alves gouverneur du Minas Gerais et Nilo Pe Anha gouverneur de l'État de Rio de Janeiro, dans  la ville provinciale de Taubaté. 
Cet accord posait les bases du premier programme brésilien de soutien des cours du café par opposition à la politique agricole passée ; le programme consistait à acheter les excédents de café et les stocker quand l'offre est excédentaire par rapport à la demande, mais surtout de financer cette politique avec des crédits publics.
L'accord de Taubaté interdisait de nouvelles plantations et fixait entre 55 et 65 francs-or par 50 kg le prix minimum à respecter pour le café brésilien, au cours de la première année, qui pourra s'élever a posteriori. Il prévoyait aussi de taxer fortement les nouvelles plantations afin d'empêcher qu'elles ne pèsent sur le marché mondial en créant un excès d'offre de café